# Dušan Sernec

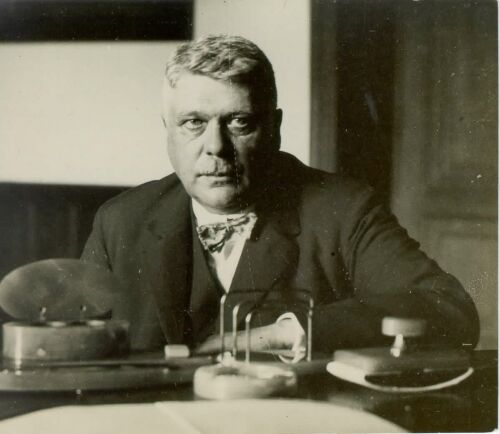
Dušan Sernec (1930)

Dušan Sernec (* 8. Juli 1882 in Marburg an der Drau, Österreich-Ungarn; † 15. Februar 1952 in Ljubljana, SFR Jugoslawien) war ein  jugoslawischer Politiker, Ban der Banschaft Drau und 1945 Reichsverweser des Königreiches Jugoslawien.

## Leben und Wirken
Sernec wurde als 12. Kind des Anwaltes und Politikers Janko Sernec in Marburg an der Drau geboren. Nach Beendigung des Gymnasiums in Marburg absolvierte er den Militärdienst in Prag. Daselbst studierte er auch Maschinenbau (Diplom 1905) und schloss weitere Studien der Elektrotechnik in Grenoble, Paris und Karlsruhe an.
Von 1906 bis 1913 war er bei der Allgemeinen Elektricitätsgesellschaft in Wien, Triest und Laibach tätig. Von 1913 bis 1922 war Sernec Vorstand der neugegründeten  Landeselektrizitätsgesellschaft Krain. 1923 wurde Sernec Dozent für Elektroinstallationen an der Technischen Fakultät der Universität Laibach, 1925 Abgeordneter der Slowenischen Volkspartei (SLS), 1926 außerordentlicher Professor und 1927 Bautenminister. Am 9. Oktober 1929 wurde Sernec Ban der Banschaft Drau, 1930 Minister für Forst- und Bergbau, 1931 wieder Bautenminister, danach trennte er sich von der SLS und trat zurück.
Nach der Okkupation Jugoslawiens 1941 schloss Sernec sich als einer der ersten Politiker der slowenischen Befreiungsfront an und wurde Mitglied des Obersten Plenums. Bei der Weihnachtsrazzia 1942 wurde er gefangen genommen, doch kurz darauf wieder freigelassen. Im September 1943 floh er auf befreites Gebiet. Bei der zweiten AVNOJ-Konferenz im November 1943 wurde er mit dem Finanzressort betraut. Nach Abdankung von König Peter II. übernahm er gemeinsam mit Srđan Budisavljević und Ante Mandić das Amt des Reichsverwesers bis zur Ausrufung der Föderativen Volksrepublik Jugoslawien.
Seine letzten Jahre verbrachte Sernec in Ljubljana.